# Дети синего фламинго
«Де́ти си́него флами́нго» — повесть-сказка Владислава Крапивина. Написана в 1980 году и опубликована в 1981 году в журнале «Уральский следопыт» с иллюстрациями Е. Стерлиговой. Входит в цикл «Летящие сказки». В центре сюжета — борьба детей против тоталитарного режима на острове Двид, где господствует «равновесие порядка». Пятиклассника Женьку Ушакова заманивают на невидимый для посторонних остров, чтобы мальчик сразился с ужасным Ящером. Женька, избежав казни на эшафоте, после злоключений встречает группу местных детей, которые прячутся от преследований. Им помогает необыкновенная птица, напоминающая синего фламинго.
В повести традиционный для творчества писателя конфликт между миром детей и миром взрослых принимает форму открытой войны; взрослые обманывают и убивают детей. В произведении видны мотивы волшебной сказки, произведений о Питере Пэне и пьесы «Дракон» Е. Шварца. В повести по сравнению с другими «Летящими сказками» изменено авторское видение сказки: могущественное и многоликое зло подчиняет себе весь сказочный мир. Основанная на страхе диктатура острова Двид поддерживает культ порядка, казарменную дисциплину, подавляет индивидуальность и свободу воли. Автор исследует социальную действительность с помощью романтической поэтики, соединяет сказку и антиутопию.
Повесть принесла автору премии «Аэлита» и «Великое Кольцо» и неоднократно переиздавалась, а в 2010 году была экранизирована.

## Создание и публикации

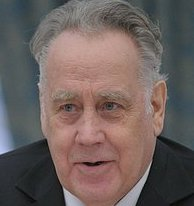
Владислав Крапивин

Повесть была написана в 1980 году и опубликована в начале 1981 года в журнале «Уральский следопыт» (№ 1—3) с иллюстрациями Е. Стерлиговой. В 1982 году повесть вошла в сборник «Летящие сказки» (Средне-Уральское книжное издательство, иллюстрации Е. Медведева). Годом позже произведение было удостоено премий в области фантастики «Аэлита-83» и «Великое Кольцо» (призы вручались на фестивале «Аэлита», проходившем в Свердловске). По мнению литературного критика В. Владимирского, куратор фестиваля от комсомола, скорее всего, ошибся, чему, вероятно, способствовал тот факт, что Крапивин считался исключительно детским писателем. Литературовед О. Сухих отметила, что имеющая антитоталитарную направленность повесть была написана до отечественных публикаций антиутопий Е. Замятина, Оруэлла и О. Хаксли.
Повесть неоднократно переиздавалась, а в 2004 году была опубликована во Франции с иллюстрациями Е. Медведева.

## Сюжет
Повесть начинается с описания, как ребята играют в войну. Главный герой, одиннадцатилетний Женька Ушаков, получает от друга Толика подарок — деревянный кинжал с узором на рукоятке. Женька встречает высокого незнакомца, который представляется как Ктор Эхо, чиновник по особо важным делам. Он приглашает мальчика на невидимый остров Двид, чтобы сразиться с «жутким и громадным» чудовищем по имени Ящер. Чудовище держит жителей острова в страхе. Пришелец называет Женьку Рыцарем Оленя и показывает ему остров через зеркальце размером с почтовую открытку. После некоторых колебаний мальчик соглашается, берёт с собой кинжал и медный ключ от своей квартиры, который он носит на шнурке. Герой попадает на остров на лодке (во время путешествия он засыпает), по прибытии знакомясь с правителем по имени Тахомир Тихо, «кругловатым низеньким человеком». Правитель рассказывает мальчику о «равновесии порядка», при котором «народ живёт разумно. Тихо, но зато счастливо». На острове нет бедности, голода и болезней, и всех всё устраивает, хотя иногда появляются «чудаки» — несогласные, чаще всего — дети. Равновесие порядка обеспечивают сам Ящер и его «слуги», которые выглядят одинаковыми людьми в узких комбинезонах и с неподвижными лицами. По словам Тихо, за триста лет Ящера никто не победил, и один раз он чуть не разрушил город. Ожидая поединка с Ящером, Женька гуляет по столице, узнаёт о местных жестоких нравах, особенно в отношении наказаний детей, которыми занимаются «квартальные воспитатели», и об однообразных развлечениях жителей.
Ящер оказывается огромным спрутообразным существом размером с Останкинскую башню. Испуганный Женька спасается бегством, однако его хватают, объявляют государственным преступником и бросают в темницу. Вечером к нему приходит Ктор и подсказывает подземный ход, с помощью которого мальчик выбирается в лес. Там он знакомится с гигантской синей птицей, напоминающей фламинго и способной до некоторой степени становиться невидимой. Мальчик спасает её птенца, который выпал из гнезда, за что Птица приносит ему потерянный им ключ. Женька ночует в хижине у некоего Отшельника, который говорит, что не следует вмешиваться в движение событий и что он ищет Главную и Вечную Истину. Отшельник советует мальчику идти по дороге, которая приводит героя обратно в город, где его снова хватают и собираются казнить на эшафоте. Женька успешно использует деревянный кинжал против стражника в кольчуге и свистит в ключ; откликнувшаяся Птица уносит его к морю, к заброшенной горной крепости, где от слуг Ящера прячется десяток местных детей.
Женька узнаёт, что ребята бежали из города от жестокостей и унылой жизни, чаще всего из приютов — «домов воспитания»; история с подземным ходом была подстроена, а все тропинки в лесу ведут в город. Старший из ребят, Дуг, рассказывает историю острова Двид: когда-то люди жили благополучно и счастливо, среди них было много учёных, художников и моряков. Два друга — Правитель и Учёный — решили защитить остров от врагов. Гениальный Учёный построил громадного стального зверя, управляемого на расстоянии, и сделал остров невидимым, однако Правитель стал использовать Ящера для собственных целей, чтобы укрепить свою власть. После неудавшегося заговора Учёный выпил яд, оставив предсказание, что два мальчика-рыцаря убьют Ящера.
Птица становится другом ребят, особенно Женьки, который почти каждый день вызывает её с помощью ключа; она приносит детям еду. Птица обладает разумом и понимает человеческую речь, хотя не говорит. Женька ожидает юго-западного ветра, чтобы Птица унесла его домой. Среди детей обнаруживается мальчик, про которого Женька ранее слышал, Юлька Гаранин; он считался погибшим, так как не вернулся с купания на озере. Выясняется, что его обманом привели на остров Двид. Женька предлагает ребятам, которые не знают, что такое порох, использовать старые пушки, чтобы уничтожить Ящера, однако слуги последнего взрывают запасы пороха в казематах. Юлька признаётся, что предал ребят, потому что его поймали и под угрозой пытки заставили всё рассказать. Дети решают с помощью Птицы отправиться в более безопасное место, Синюю Долину. Дуга убивают выстрелом из огнестрельного оружия, которое на острове считается забытым; Юлька винит в его смерти себя. Птица по очереди переносит детей в Долину. Женька готов остаться, но другие ребята считают, что ему с Юлькой надо лететь домой. Во время полёта Птицу смертельно ранят выстрелом, Женька и Юлька падают в море. Они поднимаются на Плато, где находят когда-то спрятанную Учёным шкатулку с пультом управления; друзья открывают шкатулку, используя ключ и кинжал, и уничтожают Ящера.
Вернувшись в город, друзья видят, что ничего не изменилось, все живут как раньше, подчиняясь «равновесию порядка». Ребята, не встречая сопротивления, проникают во дворец и выясняют, что Тахомир Тихо и Ктор Эхо — один и тот же человек. Правитель убеждает их, что убийства детей были необходимы ради общего блага, что «народу нужен страх», и предлагает им не вмешиваться в дела страны и улететь на воздушном шаре. Ребята не верят Тихо, но Женька решает улететь; Юлька остаётся, чтобы бороться. Женька добирается до дома, его шар падает в высокие кусты. После долгой болезни он уже вместе с Толиком снова отправляется на остров, чтобы спасти детей; трое ребят добиваются успеха и возвращаются домой к родителям.

## Отзывы критиков
Критики в целом положительно оценили произведение, отметив «недетские» мотивы. Литературный критик К. Милов в обзорной статье по новинкам советской фантастики 1981 года отметил, что в повести всё происходит «всерьёз» и «по-настоящему»: и битва со злом, и трудные победы, и гибель детей, перед которыми стоят реальные, взрослые проблемы. Другой мир, в котором «внешность и слова не соответствуют сути человека», а «взрослые … обманывают и убивают детей», находится будто по соседству, а его чудеса, фантастические события и предметы выглядят естественными; по выводу критика, фантастика писателя оказывается жизненной.
Литературный критик В. Ревич в 1981 году в обзоре фантастических произведений, опубликованных в «Уральском следопыте» за несколько лет, положительно оценил повесть и отметил её идейную близость к трилогии «В ночь большого прилива», с которой произведение объединяет конечная победа «дружбы, любви, верности». Ревич обратил внимание на вопрос применения научно-технических достижений (первоначально кибернетическое устройство было создано для защиты острова), которые используются против человека и самих создателей. Недостатком критик назвал однообразие автора: Женька из повести почти не отличается от Сергея из трилогии. Позднее критик оценивал повесть как одно из лучших произведений Крапивина.
Кандидат филологических наук Е. Поддубная в рецензии 1983 года отметила, что автору удалось решить трудную задачу: писатель избежал подражания и привнёс оригинальность в жанр литературной сказки, поставил важные вопросы. По мнению Поддубной, худшее на острове Двид — это покорность и равнодушие его обитателей, которые безразличны ко «злу и насилию». Зло оказывается многоликим и кажется «безобидным», способно «надевать маски, принимать разные обличья». От героя требуется избавить остров от чудовища, пройти испытания, непреодолимые даже для взрослого; игра быстро превращается в свою противоположность. Поддубная отметила образ Отшельника, который представляет опасную позицию, поскольку деятельная борьба со злом намного важнее, чем бездеятельное наблюдение. По выводу критика, из повести следует, что человек в принципе способен на «всё — даже победить смерть», если он приложит для борьбы все усилия.
Литературный критик В. Владимирский в 2010-е годы рассматривал повесть как ответ английскому писателю Джеймсу Барри, автору произведений о Питере Пэне, и как вариацию на тему «Дракона» Е. Шварца. Барри и Крапивина объединяют приключенческие сюжеты: борьба потерявшихся мальчиков, которые в процессе инициации символически умирают и возрождаются, с конкретными воплощениями зла на далёком острове. Однако если Питер Пэн остаётся единственным ребёнком, который не взрослеет, то для Крапивина «вечный ребёнок» сохраняет в себе лучшие человеческие качества. По мнению критика, крапивинская версия «Дракона» превосходила вышедшую в 1988 году экранизацию М. Захарова. По оценке Владимирского, повесть не принадлежит к числу самых известных произведений Крапивина, она не получила такой культовый статус, как «Голубятня на жёлтой поляне», но принесла автору две фантастические премии.

## Литературоведческий анализ

### Жанровые особенности
Кандидат филологических наук Н. Богатырёва, рассматривая повесть в одном ряду с такими произведениями автора, как трилогии «В ночь большого прилива», «Голубятня на жёлтой поляне» и повесть «Оранжевый портрет с крапинками», считала проблематичным их точное отнесение к какому-либо жанру и склонялась к жанру литературной сказки с элементами фантастики (в большей степени, чем сказочной фантастики — научной фантастики с элементами сказки). Литературовед Л. Овчинникова отмечала, что повесть является воспоминанием о детстве, «рассказом-воспоминанием», который ведётся от первого лица. По мнению кандидата педагогических наук Н. Кутняховой, произведение в большей степени является волшебной сказкой, которая включает все необходимые атрибуты и описывает опыт «любви, дружбы, одиночества, предательства, самоотверженности», и в меньшей степени представляет собой «антиутопию, социальную драму и философский трактат».

### Между сказкой и антиутопией
Исследователи отмечали, что образ сказки в повести существенно изменился по сравнению с ранними сказочными повестями («Лётчик для Особых Поручений» и «Ковёр-самолёт»). Как полагал литературовед М. Липовецкий, обычный мир более не сливается со сказкой, а расколот пополам. Сказка теперь не является неодолимой, в ней не достигаются гармония и взаимопонимание. Характеризуя повесть и роман «Голубятня на жёлтой поляне», Липовецкий писал, что в них мир детства оказывается противоречивым и тревожным, где «праздник чреват опасностью», а «ласковость оборачивается изощрённым коварством». Литературовед Л. Долженко считала, что сказка и действительность, с одной стороны, оказываются тесно связанными, различие между двумя мирами размывается; с другой стороны, два мира различаются. В отличие от ранних произведений, в повести сказка наполнена драматизмом и является приёмом, позволяющим выявить истоки тоталитаризма, «несправедливого, жестокого жизнеустройства». Повесть знакомит детей с понятиями государства, политики, угнетения, власти, свободы и т. д. Н. Кутняхова выделила два аспекта «сказочного»: собственно волшебный (сказочный мир, предметы и т. д.) и социальный. Согласно Кутняховой, постепенно мотивы сказки и страха становятся менее значимыми, а на первый план выходят нравственные вопросы: «выбор, раскаянье, преодоление, искупление, прощение». Героев, совершивших ошибки, как в случае предательства Юльки, друзья прощают и поддерживают.
Согласно анализу Липовецкого, образ беды из сказки принимает конкретные социально-философские очертания, крапивинская «сказка жизни» соединяется с социальной антиутопией: социальные явления острова Двид угрожают не только детям, но и обществу в целом. Писатель подверг ревизии традиционную схему романтической сказки: силы зла не сводятся к химерам и призракам, а оказываются страшными и могущественными. «Кащеево царство» подчиняет себе всю сказку, что нарушает сказочную логику неизбежного торжества добра: государственная машина страха и угнетения на острове Двид описывается как намного более репрессивная и изощрённая, чем слабосильные толстяки Ю. Олеши или Дракон и Бургомистр Е. Шварца. В конце повести герой понимает, что победа над Ящером не означает победы над системой, которую нельзя изменить, просто нажав на кнопку. Поскольку силы и возможности горстки детей на острове ограничены, Липовецкий задавался вопросом о том, имеет ли смысл сказка в условиях напряжённой конфронтации с жестокой действительностью. Литературовед заключал, что Крапивин усложняет проблему борьбы со злом, но не отказывается от идеалов сказки — дружбы, жертвенности, справедливости.
Основанный на страхе и уравниловке тоталитарный режим острова Двид, используя демагогию, апеллирует к социальному единству и патриотизму и управляет общественным недовольством. Для поддержания страха используется механический ящер, а осмелевшие жители подвергаются регулярному унижению. Обитатели острова по большей части сломлены, а если и нарушают правила «равновесия порядка», то их сразу наказывают. Н. Кутняхова характеризовала реальность острова Двид как мир без «радости, дружбы, любви, искренности, справедливости», где совершаются публичные казни, детей запугивают и убивают, за ними охотятся. В этом мире отсутствуют искренние человеческие отношения; равновесие порядка основано на власти и страхе, который, в свою очередь, включает физический страх наказания и страх обрести свободу. Иллюзорное благополучие скрывает за собой казарменную дисциплину, жестокость, ложь и лицемерие.
Литературовед О. Сухих проанализировала повесть с точки зрения проблематики «слезинки ребёнка» (идея Достоевского, направленная против этики утилитаризма) и сюжета о великом инквизиторе. По её мнению, антиутопический жанр с его «локальным топосом» (изолированный остров) сближает повесть с «Легендой о великом инквизиторе». В основе общества — культ порядка, люди низводятся до рабского состояния, уничтожается личность, обладающая свободой воли. Тоталитарный режим избавляется от «еретиков», из которых наиболее опасными являются дети, поскольку они духовно свободны. Как отмечала Сухих, обитателям острова Двид, аналогично государству великого инквизитора, предоставлено «обеспеченное и безопасное существование», в котором они могут чувствовать себя счастливыми. Действия правительства носят утилитарный характер: ребёнка сознательно используют, чтобы на его примере показать невозможность сопротивления существующему порядку и укрепить его. Для этой цели запланирована публичная казнь, сцена которой перекликается с процессами инквизиции; Сухих отметила явное сходство с «Легендой о великом инквизиторе»: казни ограждают благополучное общество от «еретиков».

### Конфликт детей и взрослых
В центре повести, по мнению Л. Долженко, находится проблема «положения детства в тоталитарном государстве»; вопрос «дети и политика» вписывается в более широкую проблему противостояния взрослых и детей. Этот конфликт, по словам Долженко, трактуется как противопоставление «разумности» и «неразумных» (чудаков, по словам Тахомира Тихо). С точки зрения Крапивина, дети (к ним в данном случае относятся как изгнанные из города дети, так и птенцы синей птицы) «живут сердцем» и воплощают доброту и чуткость, чистоту и непосредственность, сострадание и милосердие. Искренность и естественность детства угрожает «равновесию порядка», поскольку дети, в отличие от взрослых, не согласны с ролью послушных и бездумных исполнителей в системе казарменного типа. Как полагал Липовецкий, лежащий в основе повести острый конфликт между миром детей и миром взрослых, описанные автором авторитарность, подавление индивидуальности и достоинства ребёнка логически вытекали из позиции Крапивина в отношении «практической социальной педагогики» в предыдущих произведениях, в публицистике и педагогической деятельности. Дети, не согласившиеся с властью «равновесия порядка», в буквальном смысле вынуждены выживать, эту ситуацию спровоцировали взрослые. Конфликт становится трагическим; Н. Кутняхова полагала, что традиционная для писателя оппозиция детей, более чутких к несправедливости, и взрослых превращается в настоящую гражданскую войну. По замечанию доктора филологических наук Е. Алещенко, частое у Крапивина противопоставление мира взрослых и мира детей (которые враждебны друг другу) в повести выражается в том, что взрослые отказывают детству в праве на существование: так как детство лишь порождает проблемы, а переход из детского состояния во взрослое может быть связан с трудностями, для благополучия общества детям нужно «сразу превратиться в добропорядочных граждан».
Литературовед Ю. Аникина в своей диссертации рассмотрела повесть в рамках исследования конфликта в творчестве писателя. По её мнению, в повести-антиутопии описано столкновение между двумя «враждебными лагерями», «старшими» и «младшими»: первые являются источником агрессии, инициируют конфликт, в который вторые, остро реагируя на несправедливость, вовлекаются; разрешение детьми конфликта связывается с процессом взросления. Как писала Аникина, в мире повести взрослые демонстрируют «стремление к превосходству» и рассматривают детство с его мечтами и надеждами как отклонение от нормы, от идеального поведения, основанного на послушании. Крапивин описывает, как воспитатели отучают детей «смеяться и громко разговаривать», запрещают им дружить и говорят, что «у нас все одинаковы». Аникина отмечала, что автор сознательно гиперболизирует «подавление естественных склонностей развивающейся личности»: правитель острова предполагает, что детская игра может привести к бегству из дома и к «ещё чему-нибудь». В отношении детей используются репрессивные меры: за ними постоянно следят и контролируют их поступки с помощью талончиков, служащих для записи нарушений. Если ребёнок трижды нарушил правила равновесия порядка, его порют в публичном месте на «колеснице справедливости».
Аникина писала, что страх из-за легенды о гибели Ящера, с одной стороны, приводит Тахо к «состоянию фрустрации», а с другой стороны, влечёт эскалацию конфликта, всё большее давление на детей. Женьке не удаётся в полной мере преодолеть конфликт, поскольку оказывается, что в его основе лежит не сам Ящер, а ценностная установка жителей острова Двид. По оценке Аникиной, в конечном счёте выясняется, что истоки конфликтов или противоречий лежат не в мире взрослых как таковом, а в его «агрессивном … вмешательстве», оставляющем миру детства «биологический минимум». Как заключала Аникина, такая логика исходит из позиции, что мир детей (с его «духовной свободой», чудом и подвигом, которые не соответствуют взрослому мировосприятию) самостоятельно устанавливает свои пределы и недоступен для взрослых. Мир взрослых, по мнению Аникиной, оказывается вторичным по отношению к миру детей и может обрести существование только в восприятии ребёнка.

### Фольклорные мотивы
Согласно анализу Н. Богатырёвой, образ Птицы связан с птицами-помощницами в сказочной традиции, начиная с сюжета о спасении птенца героем при знакомстве (этот мотив присутствует, например, в «Сказке о молодильных яблоках и живой воде», в которой Иван-царевич спасает птенцов от непогоды, накрывая их кафтаном). Птица характеризуется исследователем как «великодушная, исключительно мудрая и преданная». По мнению Богатырёвой, образ обаятельной Птицы индивидуален, что отделяет её от фольклорных волшебных помощников. Невидимость Птицы, которая выглядит в полёте как «прозрачная тень», объясняется автором «научно», как следствие отражения солнечных лучей голубоватыми перьями. Богатырёва отмечала мысль Крапивина о доступных только детям свободном полёте, романтике и приключениях: выросшего Женьку волшебная птица поднять не может, и остров Двид теперь закрыт для героя. Как полагала Богатырёва, «несокрушимый и жуткий» Ящер связан со сказочным Змеем Горынычем, однако постановка вопроса о добре и зле скорее напоминает шварцовского «Дракона»: Ящер не более чем «тупой железный робот», «слепое орудие» диктатуры, а дракона нужно убить в себе. Женька понимает, что подлинным Ящером являются правитель острова и его слуги. Богатырёва обратила внимание на образ волшебного зеркальца, через которое Ктор Эхо показывает Женьке остров Двид, хотя герой, знакомый с телевизором, не слишком удивляется. Свойства волшебных зеркал из сказок, по замечанию Богатырёвой, дополняются возможностью прямого контакта: Ктору Эхо удаётся сорвать цветок с ветки по другую сторону изображения. Последняя характеристика указывает на пересмотр автором фольклорного образа.
Н. Кутняхова проанализировала мотивы, определённым образом связанные между собой и имеющие отношение к позиции автора, к идейному и нравственному посылу произведения. Исследователь отметила мотивы цвета, оружия-оберега, «оборотничества», или «перевёртыша», а также противостояния детей внешнему миру. Кутняхова усматривала «оборотничество» в том, как романтик Ктор Эхо превратился в свою противоположность (Тахомир Тихо), а также в истории острова Двид, в том, как «свободолюбивый мальчишка» стал тираном; оборотничество обнаруживается и в Отшельнике, и в «молчаливых», «равнодушных» горожанах с «неподвижными лицами… будто из пластилина» (сцена с эшафотом). К этому мотиву близок мотив «уходящей в лес тропинки», которая приводит героя на место казни.
Чудесные предметы — деревянный кинжал (напоминающий мешалку для краски) и ключ — занимают важное место в сюжете, являются оружием-оберегом. Кинжал и ключ дороги Женьке и в обычной жизни лишены сказочных свойств, однако в решающие моменты они выручают героя. По мнению Кутняховой, это распространённые в сказках предметы, выполняющие функции волшебных помощников. Игрушечный кинжал приобретает свойства опасного оружия, сказочного меча-кладенца, и помогает открыть шкатулку, чтобы справиться с Ящером. Как отмечала Богатырёва, волшебные свойства кинжала обусловлены тем, что его смастерил друг и что он «подарен от чистого сердца», с «чувством глубокой и искренней привязанности»; сила кинжала определяется силой дружбы, то есть зависит от духовных качеств. По мнению Богатырёвой, ключ «с полым стержнем, зубчатым краем, фигурным колечком» выглядит старинным, что отсылает к фольклору. Роль ключа, с одной стороны, совпадает с функциями ключа в фольклоре и сказке («ключ — таинственный замок — разгадка его тайны»; эта схема присутствует в сказках от истории Синей Бороды до «Приключений Буратино»). Ключ открывает шкатулку с пультом, которым управляется Ящер (своеобразная «игла Кощея»). С другой стороны, функции ключа расширены, он связывает Женьку и Птицу, которая прилетает на свист; эта связь не объясняется.

### Цветовые мотивы и ономастикон
По мнению Н. Кутняховой, цвета, в основном монохромные, и их сочетания становятся своеобразными мотивами, значимыми деталями, поскольку создают образы первостепенной важности и влияют на восприятие произведения. Среди цветов преобладают синий, объясняющий название книги, жёлтый и серый; эти цвета «насыщенные и яркие». Согласно Кутняховой, первый цвет является положительным, он отражает видение писателем «искренности и справедливости», отсылает к отсутствию «лжи, предательства, беды». Синий цвет связывается с «бесконечностью, с красотой природы и души человека», с покоем и безмятежностью. Это в первую очередь «ярко-синие» глаза Дуга, а также описания неба, высоты и простора, воды, цветов и холмов, загадочного тумана, синих птиц и т. д. С образом синей птицы связан мотив взаимопомощи. Комбинация синего и жёлтого цветов, по мнению исследователя, указывает на границу между обычной реальностью и островом Двид, как, например, жёлто-синий мяч, жёлтый клюв синей птицы (которая обозначает связь и близость двух миров) или двуцветная форма мальчишек: жёлтые штаны и синие куртки. Более негативный смысл несут сочетание сине-серого (Ящер), коричневый (длинные балахоны воспитателей) и серый (военный мундир диктатора или униформа слуг Ящера). По оценке Кутняховой, остров ассоциируется с серостью, несмотря на разнообразную палитру: белую архитектуру, различные цвета растений, синеву неба и т. д.
Кандидат филологических наук Н. Кочнева, исследуя ономастическое пространство в творчестве Крапивина, рассмотрела ономастическую оппозицию Тахомир Тихо — Ктор Эхо в рамках семантического поля «двойничество», одного из преобладающих у Крапивина. Согласно анализу Кочневой, дихотомия раскрывает авторскую характерологию, способствует созданию ассоциативного образа и влияет на ожидания читателя. Кроме того, по мнению Кочневой, ономастическая дихотомия неявно отсылает к мотиву смерти Кощея. Пара узуальных лексем Эхо — Тихо представляет собой семантическую антиномию, которая подчёркивает антагонистические черты характера одного человека, а также антиномичность во внешнем облике (Ктор описывается как высокий и худой, а Тихо как низенький и кругловатый). В то же время эти имена рифмуются, а соответствующие им лексемы сочетаются друг с другом и дополняются личным именем «Тахомир».

## Экранизации
В 2010 году по мотивам повести был снят фильм «Легенда острова Двид» (киностудия «А-фильм», Екатеринбург; режиссёр А. Мамедов). Крапивин негативно оценил экранизацию, посчитав, что в фильме «голливудский „экшн“» заменил идеи книги: утверждение «справедливости, чести, дружбы».

## Издания

### Журнальные публикации
- Крапивин В. Дети синего фламинго // Уральский следопыт. — Свердловск, 1981. — № 1. — С. 32—56. — Рубрика «Мой друг фантастика». Рис. Е. Стерлиговой. — 254 000 экз.
- Крапивин В. Дети синего фламинго // Уральский следопыт. — Свердловск, 1981. — № 2. — С. 17—41. — Рубрика «Мой друг фантастика». Рис. Е. Стерлиговой. — 254 000 экз.
- Крапивин В. Дети синего фламинго // Уральский следопыт. — Свердловск, 1981. — № 3. — С. 22—43. — Рубрика «Мой друг фантастика». Рис. Е. Стерлиговой. — 254 000 экз.

### Книжные издания
- Крапивин В. Дети синего фламинго // Летящие сказки. — Свердловск : Средне-Уральское кн. изд-во, 1982. — С. 251—410. — Илл. Е. Медведева. — 75 000 экз.
- Крапивин В. Дети синего фламинго // Всадники со станции Роса. — Кишинёв : Лумина, 1985. — С. 252—377. — (Мир приключений). — Илл. Е. Кафтана. — 100 000 экз.
- Крапивин В. Дети синего фламинго. — М. : Советская Россия, 1989. — 191 с. — Худ. Е. Медведев. — 100 000 экз. — ISBN 5-268-00267-8.
- Крапивин В. П. Дети синего фламинго // Летящие сказки. — Свердловск : Средне-Уральское кн. изд-во, 1991. — С. 253—404. — Илл. Р. Атлас. — 100 000 экз. — ISBN 5-7529-0382-3.
- Крапивин В. Дети синего фламинго // Возвращение клипера «Кречет». — Н. Новгород : Нижкнига, 1994. — С. 347—502. — (Владислав Крапивин). — Илл. Е. Медведева. — 50 000 экз. — ISBN 5-87645-008-1.
- Крапивин В. Дети синего фламинго // Собрание сочинений. Книга 4. Дети синего фламинго. — М. : Центрполиграф, 2000. — С. 305—491. — (Владислав Крапивин. Собрание сочинение в 30 томах). — Илл. Е. Медведева. — 10 000 экз. — ISBN 5-227-00535-4.
- Крапивин В. Дети синего фламинго. — М. : Центрполиграф, 2002. — 191 с. — (Владислав Крапивин). — Оформл. Е. Стерлиговой, илл. Е. Медведева. — 10 000 экз. — ISBN 5-227-01607-0.
- Крапивин В. Дети синего фламинго. — М., Донецк : АСТ, Сталкер, 2004. — 272 с. — (Любимое чтение). — Илл. И. и А. Чукавиных, Е. Медведева. — 10 000 экз. — ISBN 5-17-025499-7.
- Крапивин В. Дети синего фламинго // Лётчик для Особых Поручений. — М. : Эксмо, 2005. — С. 323—488. — (Владислав Крапивин). — 5000 + 9000 экз. — ISBN 5-699-09506-3.
- Крапивин В. Дети синего фламинго. — М. : Издательский Дом Мещерякова, 2014. — 208 с. — (БИСС. Крапивин). — Илл. Е. Медведева. Доп. тираж 2015 года. — 9900 + 2500 экз. — ISBN 978-5-91045-624-6.
- Крапивин В. Дети синего фламинго. — М. : Издательский Дом Мещерякова, 2017. — 208 с. — (Избранное. Книги Крапивина Владислава Петровича). — Илл. Е. Медведева. — 5000 экз. — ISBN 978-5-00108-188-3.
- Крапивин В. Дети синего фламинго / илл. И. Минкиной. — М. : Омега, 2019. — 240 с. — (Школьникам. Проверено временем). — 3000 экз. — ISBN 978-5-465-03752-5.
- Крапивин В. Дети синего фламинго // Летящие сказки. — СПб., М. : Азбука, Азбука-Аттикус, 2019. — С. 277—418. — (Мир фантастики). — Илл. Е. Стерлиговой и С. Григорьева. — 4000 экз. — ISBN 978-5-389-15921-1.
- Крапивин В. Дети синего фламинго. — М.: Лабиринт Пресс, 2020. — 312 с. — (Иллюстрированная библиотека фантастики и приключений). — ISBN 978-5-9287-3195-3.
- Крапивин В. Дети синего фламинго. — М. : Энас-книга, 2021. — 224 с. — (Детвора). — Илл. Н. Панина. — 3000 экз. — ISBN 978-5-91921-922-4.
- Крапивин В. Дети синего фламинго. — М. : Махаон, 2022. — 208 с. — (Классная классика). — Илл. Е. Белоусовой. — 5000 экз. — ISBN 978-5-389-20294-8.
- Крапивин В. Дети синего фламинго // Летящие сказки. — СПб., М. : Азбука, Азбука-Аттикус, 2023. — С. 287—434. — (Фантастика и фэнтези. Большие книги). — Илл. Е. Стерлиговой и С. Григорьева. — 3000 экз. — ISBN 978-5-389-22212-0.

### Зарубежные издания
- Krapivine V. Les Enfants du flamant bleu: roman fantastique :  [фр.]. — Delahaye, 2004. — 272 p. — (Le cycle des ailes et des voiles. Vol. 1.). — Traduit du russe par François Doillon, Tatiana Movtchan et Julien Tissen; illustrations de Medvedev. — ISBN 2-35047-006-7.

## Комментарии
1. ↑  Псевдоним литературного критика, переводчика, кандидата филологических наук Н. М. Коптюг.
2. ↑  Представленный классическими произведениями С. Маршака, Е. Шварца, В. Каверина и С. Михалкова[24].
3. ↑  В этом семантическом поле антропонимические оппозиции связаны у Крапивина с языковой игрой[52].